# سائل

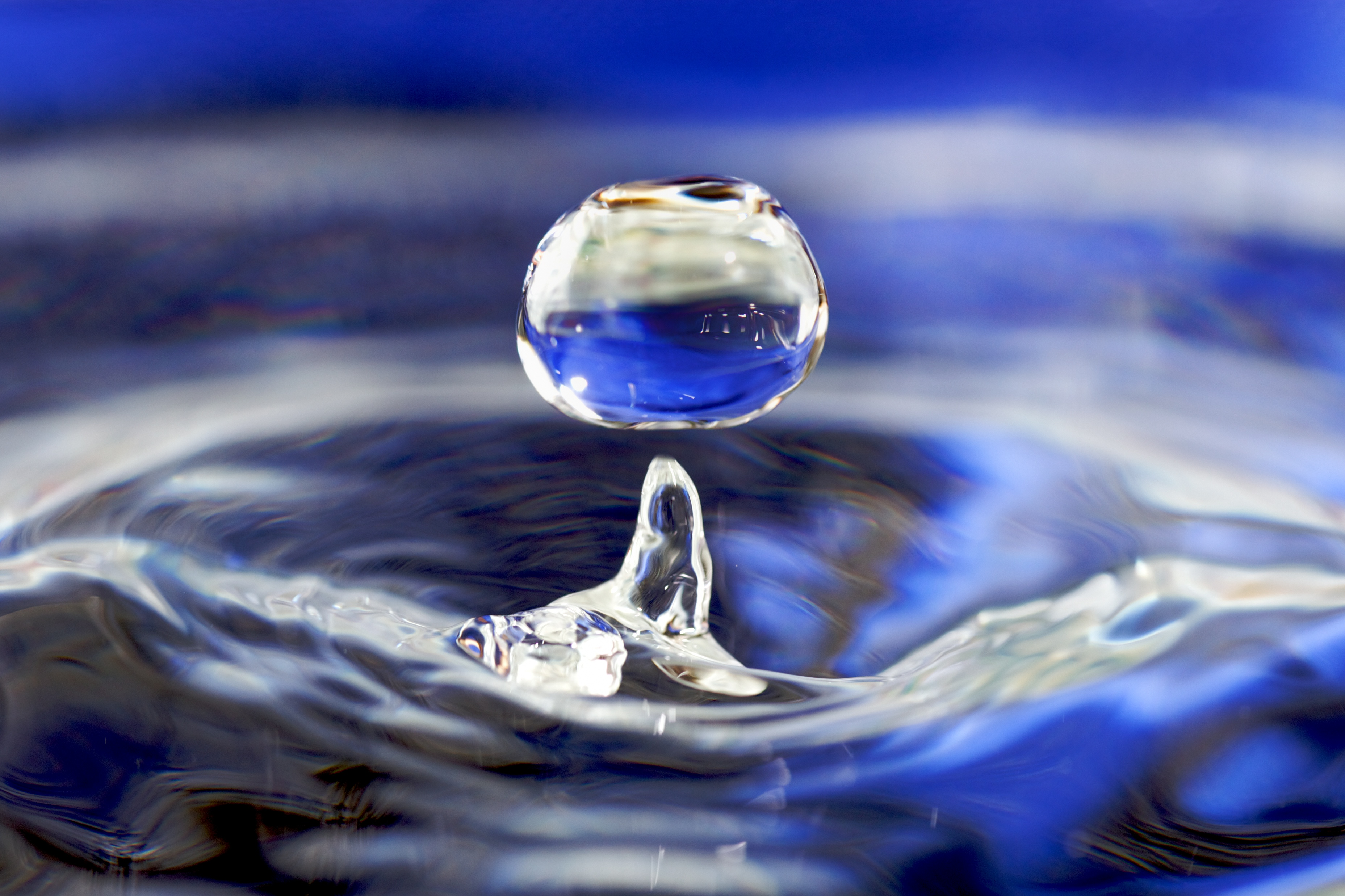
تشكيل القطرة الكروية من الماء السائل يقلل من مساحة السطح، والذي هو نتيجة طبيعية للتوتر السطحي في السوائل.

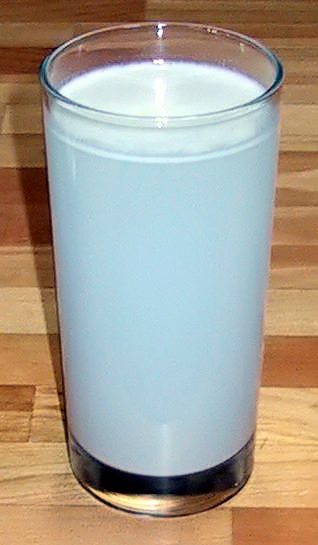
السائل يأخذ شكل الإناء الذي يحتويه.

الحالة السائلة في الفيزياء وفي الكيمياء هي إحدى ثلاث حالات تهتم بهم الديناميكا الحرارية بجوار الحالة الغازية والحالة الصلبة.

توضيح المسافة بين جزيئات المادة في الحالة الغازية والحالة السائلة والحالة الصلبة.

السائل مائع له حجم ثابت عند ثبوت درجة الحرارة والضغط، والذي يأخذ شكل الإناء الذي يحتويه. كما أن السائل يقوم بالضغط على سطح الإناء بنفس الكيفية التي يضغط بها السائل على أي شيء بداخله، وهذا الضغط ينتقل بدون نقص في كل الاتجاهات.
لو أن هناك سائل في حالة استقرار في مجال جذب متجانس، فإن الضغط p عند أي نقطة يعطى بالعلاقة:
{\displaystyle p=\rho gz}
حيث {\displaystyle \rho } هي كثافة السائل (يفترض ثباتها)، z هي عمق النقطة - أي بعدها عن السطح -. يجب ملاحظة أن هذه المعادلة تفترض ان الضغط عند السطح البحر يساوى صفر، بالتناسب مع مستوى السطح.
للسوائل خواص تتميز بها مثل خاصية التوتر السطحي، والخاصية الشعرية، كما أن السوائل تتمدد بالتسخين، وتنكمش بالتبريد. كما أن الأجسام التي تغمر في السوائل تتعرض لظاهرة الطفو.
ويتغير كل سائل عند نقطة غليانه إلى غاز، وعند نقطة تجمده إلى صلب. وخلال التقطير التجزيئي يمكن فصل السوائل من بعضها عند تبخرها عند نقطة غليان كل منها. التلاصق بين جزيئات السائل لا يستطيع منع الجزيئات السطحية من التبخر.
ويجب أن يلاحظ أن الزجاج في درجة الحرارة العادية ليس سائل فائق التبريد، ولكنه صلب. راجع مقالة الزجاج لمزيد من التفاصيل.
الديناميكا الحرارية تدرس انتقال المادة من الحالة السائلة إلى الحالة الغازية بالتسخين مثلا حيث يتحول الماء إلى الحالة الغازية أي إلى بخارز كذلك يمكن أن تنتقل المادة من الحالة السائلة إلى الحالة الصلبة بالتبريد. فيتصلب الماء ويصبح ثلجاً.
تعتمد حالة المادة على الحرارة T والحجم V والضغط P. ويوضح الشكل المرافق انتقال المادة من حالة إلى حالة بتأثير تلك المتغيرات، وقد اتخذنا هنا مثال الماء للتوضيح. يبين الخط الأخضر تغير درجة الانصهار بتغير الضغط. ويبين الخط الأزرق تغير نقطة غليان الماء تحت تأثير الضغط. كما يبين المنحنى الأحمر التسامي، حيث ينتقل الماء من الحالة الصلبة مباشرة إلى بخار واعتماد ذلك على الحرارة.
تتقابل الثلاث منحنيات عند النقطة الثلاثية، وتختلف تلك النقطة من مادة لأخرى. فالنقطة الثلاثية للكحول مثلا تتميز بثلاثة قيم للمتغيرات الحرارة، والحجم، والضغط.
يعود السبب في قلة لزوجة السوائل بزيادة درجة حرارتها إلى قوى التماسك بين الجزيئات والتي تطغى على انتقال العزم الجزيئي بين هذه الجزيئات، وهذا أيضاً بسبب تقارب الجزيئات بشكل كبير (هذا يفسر سبب صغر حجم السوائل مقارنة بالغازات). عند تسخين السائل، فإن قوى التماسك بين الجزيئات تقل وبالتالي تقل قوى التجاذب بينها، مؤدية بالنهاية إلى تقليل لزوجة السائل.
لكن في الغاز تحدث الظاهرة بشكل معاكس عند دراسة تأثيرات درجة الحرارة. تزداد لزوجة الغازات بزيادة درجة حرارتها. السبب في ذلك يتعلق أيضاً بحركة الجزيئات والقوى بينها. في الغازات تكون قوى التماسك بين الغازات أقل، بينما انتقال العزم الجزيئي أعلى. عند زيادة درجة الحرارة يزداد انتقال العزم الجزيئي أكثر وهذا يؤدي إلى زيادة لزوجة الغاز.

## مخطط الطور (منحنى حالات المادة)
في النقطة الثلاثية تتواجد الثلاثة حالات للماء في نفس الوقت: الحالة الصلبة، والحالة السائلة، والحالة الغازية. ويمثل الأخضر تواجد الحالتين الميء السائل والثلج. بارتفاع درجة الحرارة يجب أن نرفع الضغط لكي نحافظ على تواجد الحالتين في نفس الوقت، وإلا يتحول (ينصهر) الثلج إلى ماء. ويمثل الخط الأزرق غليان الماء وتحوله إلى بخار. بارتفاع الضغط ترتفع درجة حرارة الغليان، وطالما نتحرك على الخط الأزرق يكون لدينا حالتين في توازن، أي ماء يغلى وفوقه بخار ساخن. ويمكننا الاستمرار في رفع الضغط ودرجة الحرارة حتي نصل إلى النقطة الحرجة (critical point)، وعندها نصل إلى حالة لا يكون فيها الماء سائلا ولا بخارا، بل هي حالة تجمع بين الاثنين في مخلوط مشبع عالي الضغط والحرارة. وتبلغ النقطة الحرجة للماء عند درجة حرارة 647 كلفن أو 374 درجة مئوية. ويصل الضغط عند تلك النقطة إلى 218 ضغط جوي.
تعمل محطات القوي لاستغلال الماء وبخاره في تلك الحالة لتوليد الطاقة الكهربائية بوساطة التوربينات. وكما نعرف من دورة كارنو ترتفع كفاءة الإنتاج بارتفاع درجة حرارة البخار (وتبلغ الكفاءة عند النقطة الحرجة 39 %). لذلك تبذل محطات التوليد مجهودات لتسخين تلك الحالة المائية البخارية لدرجات أعلى من 374 درجة مئوية، لكي ترفع كفاءة تحويل الطاقة الحرارية إلى طاقة كهربائية، ومن تلك المحطات ما تصل كفاءته 46 % .

## حالات أخرى للمادة
بالإضافة إلى تلك الثلاثة حالات للمادة المعتادة في حياتنا اليومية، تعرفنا في العصر الحديث على حالات جديدة للمادة لم تـُعرف من قبل. وتُشكل حالة البلازما (فيزياء)، حالة المادة تحت درجات حرارة عالية جدا، حيث تنفصل الإلكترونات عن الذرة. هذه حالة غير مألوفة تتصرف فيها الجسيمات المتأينة والإلكترونات بطريقة غريبة، ولذلك تسمى البلازما. من تطبيقات البلازما محاولات ترويض الطاقة الهيدروجينية في الانصهار النووي.
كذلك حالة الميوعة الفائقة التي اكتشف عام 1904 عند تبريد غاز الهيليوم تحت درجة حرارة 17و2 كلفن. في حالة الميوعة الفائقة يتسلق السائل جدران الوعاء ويغطيه تماما من الداخل. وإذا وجد ثقب أعلى الوعاء خرج منها في حالته السائلة. كما أن السائل في هذه الحالة لا يدور عندما نقوم بتدوير الوعاء وتصل درجة لزوجته الصفر.
حالات جديدة للمادة نعرفها في النجوم النيوترونية، والنجوم المسماة القزم الأبيض، حيث ينهار البناء الذري وتتجمع جميع أنوية الذرات مع بعضها مشكلة مادة تزيد كثافتها عن مئات الآلاف من كثافة المواد المعهودة.

## اقرأ أيضًا
- الحالات الأخرى للمادة: صلب، غاز، البلازما
- مويجة
- وزن نوعي
- حالة سائلة
- ميوعة فائقة